# Книга Левит
Книга Леви́т (від дав.-гр. Λευιτικόν та лат. Leviticus; івр. ויקרא, Ваїкра́ — він покликав) — третя частина П'ятикнижжя Мойсея та Старого Заповіту, присвячена опису обов'язків Левитів.
У книзі наведені законодавчі норми та ритуали для юдейських священників. Традиційно приписується Мойсею. Згідно з Документальною гіпотезою, книга, створена в 550—400 роках до н. е., увійшла до складу Тори близько 400 р. н. е. або пізніше.

## Зміст книги

### Види жертвоприношень (Лев 1-7).
У цих розділах пояснюється, як слід приносити різні види жертв. Велика частина жертвоприношень становила частину регулярного поклоніння в скинії і пізніше — в храмі. Але в цих розділах описуються особисті жертвопринесення тих, хто згрішив, тих хто приносить обітницю або хто, вилікувався від хвороби. Тут пояснюється, що повинен робити той, хто приносить жертву і що повинен робити священник, які частини тваринного слід спалювати, які — можуть бути з'їдені священником і що слід робити з кров'ю тварини.
По-перше, той, хто давав жертву, приносив тварину у зовнішній двір скинії. У присутності священника він клав руку на голову тварини та пояснював, чому приносить жертву. Потім віруючий вбивав тварину та завдавав їй кількох ударів. Тут починав діяти священник. Він збирав кров жертви, поміщав її на жертовник і спалював принаймні якусь частину тваринного на великому жертовнику у дворі скинії. Так чинили з жертвами із тварин. Особливість цілопалення (Лев. 1) полягала в тому, що непорочна тварина повністю спалювалося на жертовнику. Священникові діставалася тільки шкура. Це була найпоширеніша жертва, її приносили в багатьох випадках. Приносячи Богу в жертву всю тварину, віруючий повністю присвячував себе служінню. «І покладе руку свою на голову цілопалення — і буде йому дано благовоління на очищення від гріхів його» (Лев 1: 4).

### Установлення священства (Лев 8-10).
Хоча книга Левіт схожа на книгу закону, тому що містить багато правил, насправді це історична книга, в якій описуються події, що трапилися приблизно через рік після виходу ізраїльтян з єгипетського рабства. Ці глави нагадують нам про справжній характер книги, тому що в них йдеться, як Мойсей висвятив Аарона і його синів на священство і як вони принесли перші жертви. Сучасний читач, якому опис обрядів може здатися занадто складним, здатний прогледіти важливий момент — призначення Аарона первосвященником. Саме Аарон керував виготовленням золотого тільця і заохочував поклоніння йому (Вих. 32).
Якби Мойсей не виступив заступником за народ Ізраїлю, весь народ міг бути знищений Богом в пустелі. Тут ми ясно бачимо Божу благодать і готовність до прощення. Аарон, головний з грішників, став основним посередником між Богом і людьми. У Новому завіті історія апостола Петра деяким чином паралельна історії Аарона. Велич посади первосвященника видно з пишних шат, які носив Аарон. Він і його сини були помазані єлеєм, а потім Мойсей приніс три найпоширеніші жертви за них. Протягом тижня вони не мали права йти далі двору скинії і, мабуть, кожен день протягом цього часу виконувалися обряди. В результаті вони були відокремлені від решти народу та повністю освячені. На восьмий день процес був завершений. Тепер Аарон і його сини могли принести жертву. На цей раз Мойсей тільки говорив їм, що потрібно робити; він не приносив жертву сам.
Лев. 9 завершується розповіддю про те, що коли вони принесли жертви за себе і за народ, від шатра з'явився вогонь і запалив жертви, що свідчило про схвалення Богом їх дій. Далі, в Лев 10: 1-2, йдеться про несподіваний поворот подій: «Надав і Авігу, Ааронові сини кожен взяли свої кадильниці, і поклали в них вогонь, і поклали на нього кадило, і принесли перед Господнє обличчя чужий вогонь, якого Він не велів їм; І вийшов вогонь від Господа, і спалив їх, і померли вони перед обличчям Господнім». Невідомо точно, що це таке «чужий» вогонь. Важливо тут, що священники зробили щось, чого Бог не велів їм. Священники повинні були подавати приклад повної покори словам Бога: така суть святості. Замість цього вони вирішили діяти по-своєму, і наслідки були плачевні. «Аарон мовчав» (Лев 10: 3). Йому було наказано навіть не оплакувати своїх синів, щоб його не запідозрили в пособництві їх гріху (Лев 10: 6-7). Але, не дивлячись на поведінку синів Аарона, він і двоє синів, що залишилися, продовжували бути священниками. Вони отримали нагадування, що їх завдання — «відрізняти священне від несвященного і нечисте від чистого, і навчати синів ізраїлевих усіх уставів, про які говорив їм Господь через Мойсея» (Лев 10: 10-11).
Глава завершується ще одним нагадуванням про благодать. Хоча священники зробили помилку, коли приносили жертву за гріх, Бог не став карати їх за це.

### Чистота і нечистота (Лев 11-16).
Відмінності між чистим і нечистим — тема глав 11-15 книги Левит, які описують великий обряд дня покаяння в Лев. 16. Обряд цей був покликаний очистити намет від скверни народу Ізраїлю, щоб Бог міг продовжувати перебувати з ними (Лев 16: 16,19). В Лев. 11 йдеться про нечистих тварин, тобто тих, яких не можна вживати в їжу.

### Закони праведного життя і кара за гидотне життя (17-20)
У 17-20 розділах описуються закони праведного життя і кара за гидотне життя. Більшість із тих законів і настанов актуальні і в теперішній час і їх знання буде корисним для християнина.

На початку 17-го розділу книги Левит Бог наказує ізраїльтянам щоб вони приносили свої жертви до входу скинії заповіту (навіть якщо тварина була забита у полі), також Бог забороняє приносити жертви демонам (Лев 17: 7). Далі Бог застерігає щоб люди не їли крові, під суворою забороною (Лев 17: 10-16, також це згадується у Лев 19: 26). У наступному, 18 розділі, описується заборона на інтимні стосунки з близькими родичами (Лев 18: 6-18), жінкою ближнього (Лев 18: 20), чоловіків з чоловіками (Лев 18: 22), людей з тваринами (Лев 18: 23). У 19-му розділі описуються закони праведного життя, зокрема Бог наказує боятись (поважати) своїх батьків і дотримуватись субіт (Лев 19: 3), також Бог закликає не звертатись до ідолів і не робити литих божків (Лев 19: 4), не красти, не набріхувати на ближнього, не гнобити ближнього (Лев 19: 11-13), не знущатись із глухих і сліпих (Лев 19: 14), не розносити плітки (Лев 19: 16), не ненавидіти ближнього і не мститись (Лев 19: 17-18), не ворожити і не чарувати (Лев 19: 26),  не робити нарізів на тілі і тату ("наколеного напису") (Лев 19: 28), не звертатись до духів померлих і ворожбитів (Лев 19: 31), поважати старших (Лев 19: 32), не ображати приходьків (Лев 19: 33-34), не обманювати у мірі, у вазі, та у мірі рідини (Лев 19: 35-36).